# Fillmore!
Fillmore! er en amerikansk tegnefilmserie produceret af Disney 2002-2004. Den består af to sæsoner med hver 13 afsnit. I Danmark blev de sendt på Disney Channel og på det tidligere "Toon Disney".
Titelfiguren Fillmore er elev på X Mellemskolen og medlem af sikkerhedspatruljen, der har til opgave at opklare og forhindre forbrydelser på den store skole. Og skønt forbrydelsernes karakter er en noget anden end ude i den virkelige verden, så er forbryderne lige så lidt villige til at lade sig fange som deres voksne kollegaer.
Fillmore selv var også forbryder, indtil Wayne Liggit fra sikkerhedspatruljen fangede ham og stillede ham over for et valg: tilbringe resten af skoletiden som permanent eftersidning eller hjælpe Wayne med en anden sag. Fillmore valgte det sidste og blev siden selv medlem af sikkerhedspatruljen. Kort før seriens start flyttede Wayne, men til gengæld begyndte Ingrid på skolen. Fillmore rensede Ingrid for en anklage og fik hende med i sikkerhedspatruljen som sin makker.
(Patruljens originale navn er Safety Patrol. I den danske version kaldes patruljen for skolepatruljen, men det er forkert, da de i modsætning til danske skolepatruljer ikke beskæftiger sig med færdsel. I denne artikel omtales patruljen derfor konsekvent med den korrekte oversættelse, sikkerhedspatruljen)

## Afsnit
| Sæson | Sæson | Afsnit | Oprindelig sendt   | Oprindelig sendt |
| Sæson | Sæson | Afsnit | Start              | Slut             |
| ----- | ----- | ------ | ------------------ | ---------------- |
|       | 1     | 13     | 14. september 2002 | 17. maj 2003     |
|       | 2     | 13     | 20. september 2003 | 30. januar 2004  |

## Medvirkende
- Cornelius Fillmore er en tidligere ungdomsforbryder, der er kommet på bedre tanker. Han er lidt filosofisk anlagt, men når en flygtende forbryder skal fanges, skyr han ingen midler. Desværre har det en tendens til at gå ud over skolens inventar og materiel. Yndlingsudtryk: "Disco".
- Ingrid Third er Fillmores makker. Hun er klædt som en goth-pige og har en fotografisk hukommelse, der gør hende i stand til at huske de mest utrolige ting. Yndlingsudtryk: "Tak for kaffe" (engelsk  "Crackers").
- Vallejo er juniorkommisær og sikkerhedspatruljens leder. På hård men retfærdig vis søger han at lede tropperne – hvilket til tider kan være nemmere sagt end gjort. "Yndlings"-udtryk: "Fillmoooore!"
- Karen Tehama undersøger spor efter forbrydere.
- Joseph Anza er menigt medlem af sikkerhedspatruljen.
- Danny O'Farrell er sikkerhedspatruljens fotograf. Munter men ikke lige patruljens lyse hoved.
- Wayne Liggit er Fillmores tidligere partner og den, der fik ham ud af kriminaliteten. Flyttede til Tennessee før seriens begyndelse.
- Dawn Folsom er X Mellemskolens rektor. Hun har ikke den store tiltro til sikkerhedspatruljen men tager som oftest fejl.
- Donald Raycliff er vicerektor og Folsoms faste følgesvend.

### Engelske stemmer
- Orlando Brown – Cornelius Fillmore
- Tara Strong – Ingrid Third
- Horatio Sanz – Vallejo
- Lauren Tom – Karen Tehama
- Danny Tamberelli – Joseph Anza
- Kyle Sullivan – Danny O'Farrell
- Lukas Behnken – Wayne Liggett
- Wendie Malick – Dawn Folsom
- Jeff Probst – Donald Raycliff

### Danske stemmer
- Torben Sekov – Fortælleren
- Mathias Klenske – Cornelius Fillmore
- Annevig Schelde Ebbe – Ingrid Third
- Niclas Mortensen – Vallejo
- Puk Scharbau
- Pi Svenstrup
- Daniel Vognstrup Jørgensen
- Amalie Dollerup
- Vibeke Dueholm
- Peter Zhelder
- Christian Damsgaard
- Mads Sætter-Lassen
- Amalie Ihle Alstrup
- Sonny Lahey
- Allan Hyde
- Sebastian Jessen

## Trivia
- Alle hovedpersonerne er opkaldt efter gader i San Francisco.
- Afsnit 8 Ingrid Third, Public Enemy #1 er det historiemæssigt første afsnit, idet det dog er indsat i en flashback-ramme.
- En del af folkene bag serien kom senere til at lave en anden Disney-serie: Den amerikanske drage: Jake Long. Denne serie rummer et par hilsner tilbage til Fillmore!. Jake går således på Millard Fillmore Middle School, og i afsnittet Halloween Bash er Ingrid Third med til Jakes Halloweenparty.